# 門田麻衣子
門田 麻衣子（かどた まいこ、1979年7月19日 - ）は、茨城県出身の日本の女優。

## 人物
元 演劇集団Z団所属。旗揚げから全公演に出演した。
旧芸名はやまだまいこ。

## 主な出演作品

### 舞台

#### 演劇集団Z団
- 悪鬼の如くーBENKEIー（2004年、スペース107）
- 風雲!!さすがの鬼丸（2005年、シアターモリエール）
- アンジェラ（2005年、スペース107）
- 半おに戦記譚AMAGI（2006年、池袋芸術劇場小ホール）
- 悪鬼の如くー再演（2006年、六行会ホール）
- ハナレウシ（2007年、シアターサンモール）
- Z団番外公演vol.1　魚人街（2007年、スペース107）
- BARAGA鬼（2009年、スペース・ゼロ）
- Z団番外公演vol.2　THE LIHGT（2009年、トランスミッション）
- リバースヒストリカ（2010年、六行会ホール）
- BARAGA鬼ー再演ー（2010年、スペース・ゼロ / 京都府立文化芸術会館）

#### その他の公演
- FAKE STAR  ザ・フォーリナー（2000年、赤坂 RED THEATER）
- FILM STAR（2001年、中目黒ウッディーシアター）
- 私が欲しいカラダ（2002年、下北沢駅前劇場）
- SLeeve（2003年、横浜相鉄劇場）
- 踊る！OH！遊戯（2003年、横浜相鉄劇場）
- ASU（2003年、南大塚ホール）
- 阿修羅城の瞳 BLOOD GETS IN YOUR EYES（2003年、劇団☆新感線、新橋演舞場 / 大阪松竹座） - 谷地 役
- THRee'S（2005年、笹塚ファクトリー）
- 殺し屋にくびったけ（2005年、笹塚ファクトリー）
- ネオロマンスステージ「遙かなる時空の中で〜舞一夜〜」（2008年、サンシャイン劇場） - 小天狗 役
- ネオロマンスステージ「遙かなる時空の中で〜舞一夜〜再演」（2009年、中野ZEROホール） - 小天狗 役
- ネオロマンスステージ「遙かなる時空の中で〜朧草紙〜」（2009年、サンシャイン劇場） - 小天狗 役
- ネオロマンスステージ「遙かなる時空の中で〜朧草紙〜再演」（2009年、中野ZEROホール） - 小天狗 役
- マイキープロデュースvol.1「僕は飛べるはず」（2012年、新宿ゴールデン街劇場）

### 映画
- 寄り添う二人（2008年、原田光規 監督） - 理緒 役
- 許された子どもたち（2018年、内藤瑛亮 監督） - 倉持絵梨夏 役

### テレビドラマ
- 怪盗ハンサム（2011年、東海テレビ）
- ランナウェイ〜愛する君のために（2011年、TBS）
- 土曜ワイド劇場 遺品の声を聴く男4（2011年、テレビ朝日）
- シマシマ2（2011年、TBS）
- 極主夫道 第2話（2020年10月18日、日本テレビ）
- 降り積もれ孤独な死よ 第6話（2024年8月11日、読売テレビ・日本テレビ系） - 養護施設職員 役

### CM
- マクドナルド「広がる笑顔」編（2002年）

### ミュージックビデオ
- Aureole『Core』（2015年）
- リーガルリリー『うつくしいひと』（2018年）

### ゲーム
- 『SIREN2』（2006年） - 太田ともえ 役